# La Horra
La Horra è un comune spagnolo di 354 abitanti situato nella comunità autonoma di Castiglia e León.